# Microcharacidium weitzmani
Microcharacidium weitzmani är en fiskart som beskrevs av Buckup, 1993. Microcharacidium weitzmani ingår i släktet Microcharacidium och familjen Crenuchidae. Inga underarter finns listade i Catalogue of Life.